# Буржуазная революция
Буржуа́зная револю́ция — понятие из марксистского учения, где она является разновидностью социальной революции, основное содержание которой заключается в насильственном отстранении от власти класса феодалов и в переходе государства к капиталистическому строю.
При неполной замене феодального режима капиталистическим, такая революция называется буржуазно-демократической. Понятие буржуазной революции имеет два значения. Обычно буржуазной революцией называется трёхэтапный силовой процесс свержения власти феодалов. Реже — весь длительный период становления капиталистического способа производства с момента отстранения феодалов от власти.

## Происхождение термина
Термин «буржуазная революция» это термин марксистского происхождения, перенятый от марксистов представителями других направлений социалистической мысли, а также научными школами, испытавшими влияние марксизма (например, школой «Анналов», теоретиками зависимого развития).
Авторы за пределами этого круга, признавая за конкретными революциями их революционный характер, обычно не пользуются термином «буржуазный». Так, авторы-марксисты и испытавшие влияние марксизма используют термин «Великая французская буржуазная революция», в то время как остальные называют то же событие «Французская революция» (исключая небольшое число авторов-консерваторов или авторов-ревизионистов, которые вообще отказываются считать это событие революцией).
Наименование «буржуазная» таким революциям даётся по гегемону революции — буржуазии (аналогично тому, как революции, гегемоном которых является, к примеру, пролетариат — именуются «пролетарскими»).

## Сущность и задачи

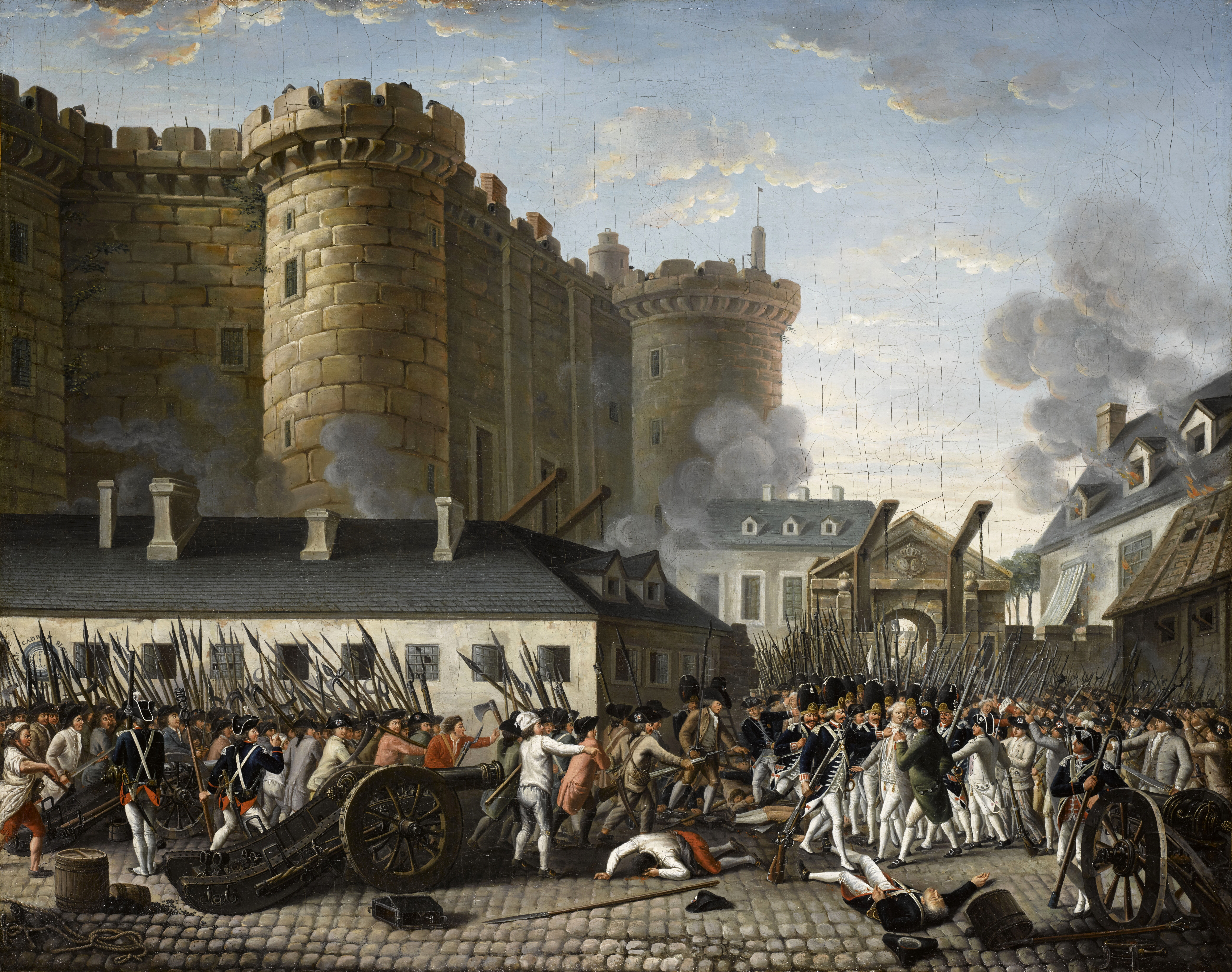
Штурм крепости-тюрьмы Бастилия 14 июля 1789 года

Историческая роль буржуазной революции состоит в устранении препятствий для капиталистического развития. То, что некоторые буржуазные революции могут осуществлять определённые антикапиталистические мероприятия, не меняет их общего характера, так как они не отменяют самой глубокой основы буржуазного общества — частной собственности на средства производства. В широком смысле слова буржуазной революцией называют весь период перехода от феодализма к буржуазному строю.
Примером буржуазных революций является Нидерландская революция XVI века, Английская революция XVII века, Первая американская революция (она же — Война за независимость американских колоний), Великая французская революция, революции 1848—1849 годов в Европе (революции в Германии, Австрии, Италии, Венгрии и так далее).
Тем не менее, несмотря на различные сопутствующие задачи и соотношение классовых сил, главной сущностью буржуазной революции остаётся «расчистка пути» для капиталистических отношений.
«Наиболее важным и устойчивым достижением этих революций было уничтожение общественных и политических институтов, которые препятствовали росту буржуазной собственности и развитию соответствующих общественных отношений (…). Буржуазная революция создает условия, в которых процветает буржуазная собственность. Именно в этом, а не в какой-то конкретной расстановке сил в ходе борьбы, её специфическая особенность». (И. Дойчер)

## Этапы буржуазной революции
Основоположники марксизма, Карл Маркс и Фридрих Энгельс, выделяли в буржуазной революции три этапа. Они отмечали, что эпоха буржуазной революции открывается не одним, а двумя, следующими друг за другом государственными переворотами. Вслед за первым победоносным восстанием против прежнего феодального режима неотвратимо следует второе. 

«…То, что было завоевано в результате первой победы, становилось прочным лишь благодаря второй победе радикальной партии…»
Затем «умеренные» снова одерживают верх, сводя на нет завоевания радикалов.
Ф. Энгельс: 

«По-видимому, таков на самом деле один из законов развития буржуазного общества».
При этом Маркс указывал на немаловажное обстоятельство. Если материальные условия для замены капиталистического способа производства ещё не созрели, то участие пролетариата в революции и даже свержение им буржуазии будет лишь кратковременным и только вспомогательным моментом самой буржуазной революции.

## Классификация

### Революция сверху
Понятие «революции сверху» подвергалось разработке в марксистско-ленинской историографии.
По мнению одних советских исследователей, революцию сверху надо отнести к наиболее радикальному типу реформ, другие полагают, что она находится на грани двух общесоциологических понятий: революции и реформы.
«Трагедия прежних революций состояла в том, что они поднимали волну общественной солидарности лишь до известной черты. Дальше начинался уже неминуемый в прежних незрелых исторических условиях, более или менее резко обозначенный отношениями классов разрыв между революционной властью и неудовлетворённой массовой энергией. По мере того как эта власть незаметно заражалась казёнщиной старых государственных учреждений, единство общественной воли падало, переходило в равнодушие большинства». (М. Лифшиц)

### Буржуазно-демократическая революция
Если буржуазная революция приводит к замене феодализма капитализмом в экономике не до конца или не ликвидирует при этом феодальный политический режим, это обычно влечёт за собой возникновение буржуазно-демократических революций, смыслом которых является приведение политической надстройки в соответствие с экономическим базисом. Примерами таких революций являются революции 1848 и  1871 годов во Франции, Вторая американская революция (Война Севера с Югом), революция 1905 года и Февральская революция 1917 года в России, Синьхайская революция 1911 года и Революция 1924—1927 годов в Китае, революции 1918 года в Германии и Австро-Венгрии, Кемалистская революция 1918—1922 годов в Турции, Революция 1931—1939 годов в Испании, Исламская революция 1979 года в Иране и тому подобное.
«Народными буржуазно-демократическими» В. И. Ленин называет те революции, в которых «…масса народа, большинство его, самые глубокие общественные „низы“, задавленные гнетом и эксплуатацией, поднимались самостоятельно, наложили на весь ход революции отпечаток своих требований, своих попыток по-своему построить новое общество на место разрушаемого старого».
Известно несколько видов буржуазно-демократических революций, отличающихся по исторической роли и движущим силам.
1. Буржуазно-демократические революции периода борьбы против феодализма, проходившие при гегемонии буржуазии и обеспечившие её экономическое и политическое господство, например, Английская XVII в., Французская и Американская XVIII в. Задачей этих революций было создание условий для капиталистических отношений — утверждение экономического и политического господства буржуазии.
2. Буржуазно-демократические революции начального периода империализма. Гегемоном этих буржуазно-демократических революций становится пролетариат, выступающий в союзе с крестьянством. Такие революции подготавливали условия для перерастания буржуазно-демократических революций в социалистическую, например Февральская (1917) революция в России.
3. Буржуазно-демократические революции, последовавшие за победой над фашизмом и японским милитаризмом во Второй мировой войне (революции в странах Восточной Европы и Азии).
4. Национально-демократические антиколониальные революции. По мере развития капитализма заостряется конфликт между интересами самостоятельного развития национальной экономики и господством иностранного капитала. Но и в тех случаях, когда непосредственной причиной революции является иноземное угнетение или стремление объединить страну, антиимпериалистическая борьба переплетается с антифеодальной.

## Революционные силы
Если в период домонополистического капитализма руководящая роль в буржуазной революции безраздельно принадлежала буржуазии, то в период империализма резко возрастает влияние пролетариата на ход и результаты буржуазной революции; в ряде случаев гегемония переходит к пролетариату. С развитием капитализма буржуазия всё более утрачивает свою революционность.
Вопрос о расстановке сил в русской революции стал одной из причин размежевания между большевиками и меньшевиками.
«Плеханов, Аксельрод, Засулич, Мартов и за ними все русские меньшевики исходили из того, что руководящая роль в буржуазной революции может принадлежать лишь либеральной буржуазии как естественному претенденту на власть. По этой схеме партии пролетариата выпадала роль левого фланга демократического фронта: социал-демократия должна была поддерживать либеральную буржуазию против реакции и в то же время защищать против либеральной буржуазии интересы пролетариата. Другими словами, меньшевикам было свойственно понимание буржуазной революции преимущественно как либерально-конституционной реформы». (Л. Д. Троцкий)
В. И. Ленин отмечал ставшее характерным «…стремление буржуазии закончить буржуазную революцию на полпути, на полусвободе, на сделке со старой властью и с помещиками. Это стремление коренится в классовых интересах буржуазии».
В колониальных в зависимых странах национальная буржуазия ещё в состоянии играть прогрессивную и даже революционную роль, особенно в борьбе против иностранных империалистов. Но наиболее революционной силой являются более или менее многочисленный пролетариат, крестьянство, составляющее основную массу населения.

## Формы
Истории известны многочисленные буржуазные революции, происходившие в различных государствах и в разное время. Процесс ликвидации феодализма, начался в XVI в. (Великая крестьянская война в Германии, Нидерландская буржуазная революция), но отдельные черты феодализма сохраняются в некоторых странах до сих пор. Это предопределяет разнообразие конкретных форм буржуазных революций, различие их движущих сил.
Методы и формы борьбы, применяемые в буржуазных революциях разными классами и группами, разнообразны. Так, либеральная буржуазия обращается чаще всего к методам идеологической и парламентской борьбы, офицерство — к военным заговорам (например, восстание декабристов), крестьянство поднимает антифеодальные восстания с захватами дворянских имений, разделом земель и т. д. Для борьбы пролетариата характерны стачки, демонстрации, баррикадные бои, вооружённое восстание. Ленин поэтому называл Революцию 1905—07 в России пролетарской по средствам борьбы. Формы и методы борьбы зависят не только от революционных сил, но определяются и действиями правящих классов, которые обычно первыми применяют насилие, развязывают гражданскую войну.

## Результаты
Буржуазная революция заканчивается обычно переходом власти из рук дворянства в руки буржуазии. Но буржуазно-демократическая революция, осуществляемая при гегемонии пролетариата, может привести к установлению революционно-демократической диктатуры пролетариата и крестьянства. Оценивая результаты и историческое значение той или иной буржуазной революции, нужно учитывать не только прямые, но и косвенные её итоги. Нередко за буржуазной революцией (например, Английской XVII в., Французской конца XVIII в.) следовала полоса реакции (термидор), реставрация свергнутых династий, однако капиталистический строй, утвердившийся в ходе революций, торжествовал. Это свидетельствует, что не столько политические, сколько социально-экономические завоевания буржуазной революции имеют устойчивый характер.
Бывает, что для решения исторических задач революционных сил оказывается недостаточно (например, в 1848—49 в Германии, в 1905—07 в России) и буржуазная революция терпит полное или частичное поражение. В таких случаях объективно назревшие задачи решаются медленно, с сохранением остатков средневековья, придающих капиталистическому строю особенно реакционные черты. В широком смысле слова «завершением» буржуазной революции В. И. Ленин называл завершение всего цикла буржуазных революций, то есть вполне определившееся капиталистическое, развитие страны.

## Буржуазная революция и теория перманентной революции
К. Маркс и Ф. Энгельс на опыте революций 1848—49 в Европе высказали мысль о непрерывной (перманентной) революции, переходящей в периферийных и слаборазвитых странах последовательно от решения антифеодальных задач к решению задач антикапиталистических. В дальнейшем эта теория была разработана В. И. Лениным, Л. Д. Троцким, Э. Манделем и другими марксистскими теоретиками.
«Наша буржуазная революция… лишь в том случае сможет радикально разрешить свои задачи, если пролетариат при поддержке многомиллионного крестьянства сможет сосредоточить в своих руках революционную диктатуру.
Каково будет социальное содержание этой диктатуры? Первым делом она должна будет довести до конца аграрный переворот и демократическую перестройку государства. Другими словами, диктатура пролетариата станет орудием разрешения задач исторически запоздалой буржуазной революции. Но на этом дело не сможет остановиться» (Троцкий Л. Д.).
Предпосылкой такого перерастания является гегемония пролетариата, в буржуазно-демократической революции. Этот вывод был подтверждён перерастанием Февральской революции 1917 года в России, а также антиимпериалистических и демократических революций после Второй мировой войны в антикапиталистические революции.